# Phragmatobia serratica
Phragmatobia serratica är en fjärilsart som beskrevs av Ramon Agenjo Cecilia 1937. Phragmatobia serratica ingår i släktet Phragmatobia och familjen björnspinnare. Inga underarter finns listade i Catalogue of Life.